# لیپوو دوور
لیپوو دوور (به لاتین: Lipowy Dwór) یک روستا در لهستان است که در گمینا میوکی واقع شده‌است. لیپوو دوور ۸۰ نفر جمعیت دارد.